# Produtos de Britney Spears

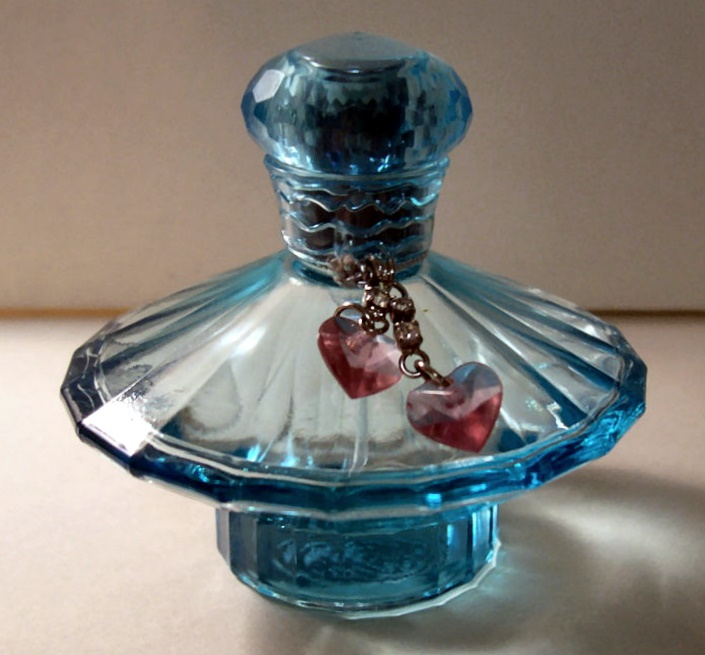
Frasco de um de seus vários perfumes, "Curious".

A cantora estadunidense Britney Spears desenvolveu e endossou uma série de produtos ao longo de sua carreira; dentre eles, incluem-se livros, jogos eletrônicos, bonecas, roupas e perfumes. Em 2000, Spears lançou uma edição limitada de óculos de sol intitulada Shades of Britney. Em 2001, ela assinou um contrato com a companhia de calçados Skechers, e um acordo promocional com a Pepsi de US$7–8 milhões, o maior acordo promocional do entretenimento da história da empresa naquela época. Além de múltiplos comerciais com esta durante aquele ano, ela também apareceu em um comercial televisivo da Pepsi de 2004, com o tema de "Gladiadores", ao lado dos cantores Beyoncé, Pink e Enrique Iglesias. Em 19 de junho de 2002, ela lançou seu primeiro jogo eletrônico multiplataforma, Britney's Dance Beat, que obteve avaliações positivas. Em março de 2009, Spears foi anunciada como a nova artista propaganda da marca de roupas Candie's. Em 2010, Spears desenvolveu uma linha limitada para a marca, que foi lançada nas lojas em julho. Em 2011, ela se uniu à Sony, Make Up for Ever e Plenty of Fish para lançar o videoclipe de "Hold It Against Me", faturando US$500.000 pela colocação do produto. Speats também se uniu com a Hasbro em 2012 para lançar uma versão exclusiva de Twister Dance, que inclui um remix de "Till the World Ends". A cantora também participou em um comercial, que foi dirigido por Ray Kay, para promover o jogo. Spears também esteve presente no comercial de Twister Rave, que contém um remix de "Circus". Em março de 2018, foi anunciado que Spears seria o rosto da Kenzo, uma marca francesa contemporânea de roupas de luxo.
A gama de acordos comerciais e de produtos de Spears também incluem produtos de beleza e perfumes. Ela lançou seu primeiro perfume, Curious, com Elizabeth Arden em 2004, que quebrou o recorde da empresa de maior primeira semana vendas de um perfume. Em 2009, ela havia lançado mais sete perfumes, incluindo Fantasy. Em 2010, Spears lançou sua oitava fragrância, Radiance. Em março de 2011, a empresa Brand Sense entrou com uma ação contra Spears e Elizabeth Arden pedindo US$10 milhões em indenização, alegando que ela e seu pai, Jamie, pararam de pagar a comissão de trinta e cinco por cento que foi acordada como parte dos termos do contrato. Em julho de 2011, um juiz de Los Angeles negou o pedido dos advogados da empresa, alegando o fato de Spears ainda estar sob curatela. A Brand Sense, no entanto, afirmou que iria recorrer da decisão. Em 2011, Radiance foi relançado como um novo perfume intitulado Cosmic Radiance. Mundialmente, Spears vendeu mais de um milhão de fragrâncias em seus primeiros cinco anos, com receitas brutas de US$1.5 bilhão. Em 2016, Spears contatou a Glu Mobile para criar seu próprio jogo de role-playing, Britney Spears: American Dream. O aplicativo foi oficialmente lançado em maio de 2016 e é compatível com iOS e Android. Em 17 de junho de 2016, Spears anunciou o lançamento de sua vigésima fragrância, Private Show. Em janeiro de 2018, Spears já havia lançado 24 fragrâncias através da Elizabeth Arden. Em 2022, Spears assinou um contrato de livro de US$15 milhões com a Simon & Schuster, a qual publicou sua autobiografia The Woman in Me em outubro de 2023. É um dos maiores acordos de livro de todos os tempos.

## Fragrâncias
| Ano  | Fragrância                                      | Slogan                                            | Ref.   |
| ---- | ----------------------------------------------- | ------------------------------------------------- | ------ |
| 2004 | Curious                                         | "Do you dare?"                                    | [ 14 ] |
| 2005 | Fantasy                                         | "Everybody has one."                              | [ 14 ] |
| 2006 | Curious: In Control                             | "Are you?"                                        | [ 14 ] |
| 2006 | Midnight Fantasy                                | "Magic begins at midnight."                       | [ 14 ] |
| 2007 | Believe                                         | "The greatest freedom is to believe in yourself." | [ 14 ] |
| 2008 | Curious Heart                                   | "Live yours to the fullest."                      | [ 14 ] |
| 2009 | Hidden Fantasy                                  | "What do you have to hide?"                       | [ 14 ] |
| 2009 | Circus Fantasy                                  | "Where nothing is what it seems..."               | [ 14 ] |
| 2010 | Radiance                                        | "Choose your own destiny."                        | [ 14 ] |
| 2011 | Cosmic Radiance                                 | "Be the brightest star in the universe."          | [ 14 ] |
| 2012 | Fantasy Twist                                   | "Choose your fantasy."                            | [ 15 ] |
| 2013 | Island Fantasy                                  | "What's your island fantasy?"                     | [ 14 ] |
| 2013 | Fantasy: Anniversary Edition                    | —                                                 | [ 16 ] |
| 2014 | Fantasy: The Nice Remix                         | "Everybody has one. Naughty or nice"              | [ 14 ] |
| 2014 | The Naughty Remix                               | "Everybody has one. Naughty or nice"              | [ 14 ] |
| 2014 | Fantasy: Stage Edition                          | —                                                 | [ 14 ] |
| 2014 | Rocker Femme Fantasy                            | —                                                 | [ 17 ] |
| 2015 | Fantasy Renner Exclusive                        | —                                                 |        |
| 2015 | Fantasy Intimate Edition                        | "Everybody has an intimate fantasy."              | [ 14 ] |
| 2016 | Maui Fantasy                                    | "Aloha from Hawaii."                              | [ 14 ] |
| 2016 | Private Show                                    | "It's your private show"                          | [ 18 ] |
| 2017 | Fantasy in Bloom                                | —                                                 | [ 14 ] |
| 2017 | VIP Private Show                                | "It's your #VIPSHOW"                              | [ 19 ] |
| 2018 | Sunset Fantasy                                  | "Experience summer in a bottle."                  | [ 14 ] |
| 2018 | Prerogative                                     | "A fragrance for all."                            | [ 20 ] |
| 2018 | Fantasy: Pride Edition                          | —                                                 | [ 21 ] |
| 2019 | Rainbow Fantasy                                 | "What color is your fantasy.?"                    |        |
| 2019 | Prerogative Rave                                | "The new uninhibited fragrance for all."          |        |
| 2019 | Midnight Fantasy: Halloween Edition             | "Magic begins at midnight."                       | [ 22 ] |
| 2020 | Glitter Fantasy                                 | "Dare to shine."                                  |        |
| 2020 | Fantasy: 15th Anniversary Special Pride Edition | —                                                 |        |
| 2020 | Prerogative Ego                                 | "What's your prerogative?"                        |        |
| 2020 | Festive Fantasy                                 | "Life is a fantasy."                              |        |
| 2021 | Fantasy Intense                                 | "Your new fantasy awaits."                        |        |
| 2021 | Fantasy: Pride Edition                          | "Fantasy. Everybody has one."                     |        |
| 2021 | Electric Fantasy                                | "Electrify your fantasy."                         |        |
| 2021 | Fantasy Sheer                                   | "Your next fantasy awaits."                       |        |
| 2022 | Blissful Fantasy                                | "Find your bliss."                                |        |
| 2022 | Fantasy: Pride Edition                          | "Fantasy for everybody."                          |        |
| 2022 | Naked Fantasy                                   | "Bare your beauty."                               |        |
| 2023 | Fantasy: Special Pride Edition                  | "Fantasy for everybody."                          |        |
| 2023 | Jungle Fantasy                                  | "Unleash your wildest fantasy."                   | [ 23 ] |
| 2024 | Candied Fantasy                                 | "Make life a little sweeter"                      |        |
| 2024 | Fantasy: Pride Edition                          | "Fantasy for everybody"                           |        |

Curious rendeu o lucro de mais de US$1 milhão em apenas 5 semanas.
Em setembro de 2004, Britney lançou sua primeira fragrância, "Curious", pelo qual ela ganhou mais de 12 milhões de dólares. A fragrância foi o maior sucesso da Elizabeth Arden, quebrando o recorde de maior vendas de um perfume na primeira semana. Depois de um ano de vendas, o produto arrecadou 100 milhões de dólares, foi a mais vendida de 2004 e, em 2005, recebeu o prêmio de "Melhor Fragrância para Mulheres" da Fundação de Fragrâncias. Curious vendeu mais de 10 milhões de frascos.
Fantasy rendeu o lucro de mais de 30 milhões de dólares em 3 meses. Fantasy foi a fragrância mais vendida na Austrália por 3 semanas. "Curious" estava indo melhor ainda.
O jornal americano Daily News fez uma pesquisa com 10 pessoas que vivem em Nova York para saber quais são seus perfumes favoritos. Eles colocaram vendas nas pessoas e fizeram com que elas escolhessem quais eram as melhores fragrâncias sem saber de qual celebridade era o perfume. Foram 04 disputas entre celebridades de grandes nomes e celebridades que são famosas por poucas coisas. Os grupos foram denominados como A-List e Z-List. Paris Hilton, por exemplo, era quem dominava a Z-List, que foi a lista vencedora. As disputas eram entre Sarah Jessica Parker contra Paris Hilton, Mary Kate e Ashley Olsen contra Kimora Lee Simmons, Jennifer Lopez contra Daisy Fuentes e, finalmente, Britney Spears contra Naomi Campbell. Britney foi a única da A-List a vencer as disputas.
As vendas de seus perfumes Curious, Fantasy e In Control somaram mais de 10 milhões de unidades vendidas mundialmente em 2006. Na lista das 10 fragrâncias mais vendidas no Reino Unido em 2006, Britney estava com todos os seus perfumes: #4 In Control, #7 Fantasy e #10 Curious.
Perfumes com celebridades se tornaram um grande negócio para empresas como a Elizabeth Arden, que produziu e vendeu os perfumes de Spears Fantasy, Midnight Fantasy, Incontrol e Curious. O perfume Curious que foi lançado em 2004, foi o primeiro da linha e foi um sucesso instantâneo. Segundo a companhia, o último, Midnight Fantasy, também teve um começo forte. A base de Nova York da Elizabeth Arden relatou os lucros trimestrais da empresa que cobriram as estimativas da Wall Street. As vendas subiram cerca de 20% graças as vendas de suas fragrâncias. A linha de fragrâncias de Britney Spears trouxe um aumento duplo, segundo o executivo chefe Scott Beattie em um comunicado.
No filme The Devil Wears Prada (O Diabo Veste Prada), de 2006, é mostrada rapidamente uma vitrine que está divulgando o 2º perfume de Britney, Fantasy, quando a protagonista passeia pelas ruas de Nova York.
Believe arrecadou mais de 25 milhões de dólares somente nos Estados Unidos.
Entre junho de 2006 e junho de 2007, as fragrâncias renderam o lucro de mais de 8 milhões de dólares.
Em 2008, numa enquete feita no site da Playboy americana, o comercial do perfume Curious foi eleito o comercial mais sexy de todos os tempos.